# Ли Джу Силь
Ли Джу Силь (кор. 이주실; 8 марта 1944, Пучхон, Кёнгидо — 2 февраля 2025, Ыйджонбу, Кёнгидо) — южнокорейская актриса

.

## Биография и карьера
Ли Джу Силь родилась 8 марта 1944 года в Пучхоне, провинция Кёнгидо, в период японской колонизации. В 2010 году она получила докторскую степень в области общественного здравоохранения в Университете Вонкванг.
Ли Джу Силь начала карьеру как театральная актриса в 1965 году. В 1988 году она стала лауреатом премии «Пэксан» в категории «Лучшая театральная актриса». В кино и на телевидении она была наиболее известна ролями в фильме «Поезд в Пусан» (2016) и телесериале «Игра в кальмара» (2024), роль в последнем стала её последней работой.
В 1993 году у Ли Джу Силь был диагностирован рак молочной железы 3-й стадии, который вскоре прогрессировал до 4-й стадии. Несмотря на то, что врачи прогнозировали ей год жизни, ей удалось выздороветь после тринадцати лет лечения. В ноябре 2024 года у Ли Джу Силь был диагностирован рак желудка. 2 февраля 2025 года у неё произошла остановка сердца в доме дочери и она была объявлена мёртвой в больнице Святой Марии в Ыйджонбу на 81-м году жизни.

## Избранная фильмография
| Год  |   | Русское название | Оригинальное название | Роль               |
| ---- | - | ---------------- | --------------------- | ------------------ |
| 2016 | ф | Поезд в Пусан    | 부산행                | мать Сок У         |
| 2024 | с | Игра в кальмара  | 오징어 게임           | мать Хвана Джун Хо |